# Braathens Regional Airways
Braathens Regional Airways AB (precedentemente Golden Air e Braathens Regional) è una compagnia aerea svedese con sede a Trollhättan. Opera servizi ACMI per conto di BRA Braathens Regional Airlines.

## Storia
La compagnia è stata fondata il 16 settembre 1976 con il nome di Golden Air come compagnia di aerotaxi. Le operazioni sono iniziate alla fine degli anni '70 con un Cessna 310 e un Cessna 402. Negli anni '80 la società ha iniziato ad operare le rotte tra Örebro, via Karlstad e Oslo. Allo stesso tempo, la compagnia ha operato rotte nazionali da Karlstad a Linköping e dagli aeroporti di Stoccolma Bromma e Stoccolma Arlanda con Cessna 402, Cessna 404 e Swearingen Metro. Nel 2012, Golden Air è stata acquisita da Braathens Aviation e la rotta principale Trollhättan - Bromma è stata rilevata da Sverigeflyg. Nel gennaio 2013, il vettore aereo ha cambiato il suo nome in Braathens Aviation e tre anni dopo, nel 2016, ha rinominato nuovamente la compagnia in Braathens Regional Airways. 

## Flotta
A febbraio 2021 la flotta Braathens Regional Airways risulta composta dai seguenti aerei:

### Flotta storica
Braathens Regional Airways operava in precedenza con i seguenti aeromobili: